# Macultepec
Macultepec är en ort i Mexiko.   Den ligger i kommunen Centro och delstaten Tabasco, i den sydöstra delen av landet, 700 km öster om huvudstaden Mexico City. Macultepec ligger 11 meter över havet och antalet invånare är 6 430.
Terrängen runt Macultepec är mycket platt. Runt Macultepec är det tätbefolkat, med 442 invånare per kvadratkilometer. Närmaste större samhälle är Villahermosa, 19,6 km söder om Macultepec. Trakten runt Macultepec består till största delen av jordbruksmark.